# Tir amb arc

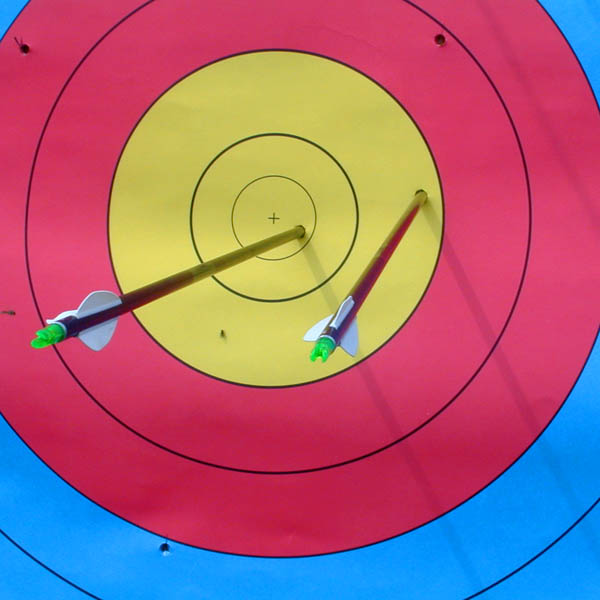
Sagete clavades a la diana, al 9 i al 10

El tir amb arc és un esport olímpic que consisteix en el llançament de sagetes amb un arc per encertar una diana situada a diferents distàncies. Es pot practicar en:
- Torneigs de tandes de tirs des de diferents distàncies a dianes fixes (la mida de les dianes pot ser d'aproximadament 122, 80 i 40 cm, per exemple).
- Torneigs en circuit sobre blancs diferents.
- Torneigs sobre dianes amb formes (per exemple d'animals).

## Tipus d'arcs
Poden existir molts tipus d'arcs: 
- Arc recorbat: els utilitzats als Jocs Olímpics, que es caracteritzen per la curvatura de les pales. Amb aquesta classe d'arc es pot competir en diferents modalitats, depenent del nombre d'accessoris que hi incorporem.
- Arc de politges.
- Arc llarg (Longbow).

La distància de canya és la distància entre la corda i el punt en què cadascuna de les pales encaixen amb el cos de l'arc, mesurada amb l'arc encordat.

## Categories

### Olímpica
La categoria olímpica es practica a una distància de 70 m amb dianes de 122 cm de diàmetre. N'hi ha dues modalitats (ambdues amb categories masculina i femenina): individual i per equips (de 3 membres).

### Modalitat de bosc
N'existeix una modalitat molt estesa però poc coneguda pel públic general, que és la modalitat de bosc. Es practica a l'aire lliure, en boscos, i es dispara contra dianes que representen animals, que poden tenir el format de 2D (fotografies) o de 3D (dianes de mida real en 3 dimensions que representen els animals).

### Modalitat de bosc 3D
En 3D –i també en 2D– les distàncies de tir són desconegudes, i es tiren dues sagetes per diana (segons el reglament RFETA), o una sageta amb reglament el 3Di. La varietat de possibles tirs és molt alta comparada amb el tir olímpic, que sempre és des d'una distància coneguda i en pla: en la modalitat de bosc 3D influeix el terreny amb els seus desnivells, la climatologia –la calor, el fred, el vent, els reflexos de la llum o fins i tot la pluja–, el tipus de bosc (molt dens, molt obert...).
N'hi ha les modalitats següents: amb arc recte (longbow, amb sagetes de fusta, on el tir és instintiu), amb arc recorbat (amb sageta de fusta o d'alumini, també fent tir instintiu), amb arc clàssic (recorbat, que admet fletxa de carboni i en què el tir es fa usant referències per apuntar, tot i que no s'hi admet el visor), amb arc mecànic (arc de politges, amb fletxa d'alumini o de carboni, sense visor, usant referències per apuntar) i amb arc lliure (qualsevol tipus d'arc, fletxa, visor o elements accessoris que es considerin oportuns, sempre que no siguin elèctrics o electrònics).
La modalitat d'arc lliure tira des de la piqueta vermella (a una distància màxima de 45 m), mentre que la resta ho fa des de la piqueta blava (a una distància màxima de 35 m). Les categories infantils ho fan des de la piqueta blanca (a una distància màxima de 25 m).
A Catalunya és una modalitat molt estesa i es disposa de bastants camps de tir per practicar-lo.

## Història
El tir amb arc era l'esport favorit dels faraons egipcis durant la XVIII dinastia (1567-1320 a. C.). Molts segles després, alguns dels primers tornejos de tir amb arc dels quals es té constància van tenir lloc durant la dinastia Zhou (1046 - 256 a. C.) a la Xina. A aquests esdeveniments assistia la noblesa xinesa. Molt més tard, els escriptors anglesos van honrar a l'arc llarg per la seva famosa contribució a les victòries del seu país en les batalles de Crécy, Agincourt i Poitiers.

En el 1200 a. C., els hitites i els assiris disparaven els seus arcs des dels carruatges, convertint-se en temibles adversaris en la batalla. Fabricaven els seus arcs amb tendó, banya i fusta, i també van desenvolupar una nova forma corbada. Això va fer que els seus arcs anessin més curts i potents, facilitant que un arquer a cavall els manegés.